# Kristinestad
Kristinestad (schwedisch), finnisch Kristiinankaupunki, ist eine Stadt in der westfinnischen Landschaft Österbotten. Sie liegt auf halber Strecke je rund 100 km zwischen den Städten Vaasa und Pori an der Schärenküste des Bottnischen Meerbusens. 57 % der 6242 Einwohner (Stand 31. Dezember 2022) sind Finnlandschweden, 42 % sprechen Finnisch als Muttersprache. Offiziell ist die Stadt zweisprachig.

## Geschichte
Kristinestad wurde im Jahr 1649 vom schwedischen Generalgouverneur in Finnland, Graf Per Brahe dem Jüngeren, auf der zuvor zum Kirchspiel Lappfjärd gehörigen Insel Koppö gegründet. Am 1. März 1651 verfügte Brahe, dass der Name der Stadt von Koppö zu Kristinestad (Christinae Stadh) geändert wurde. Königin Christina von Schweden gilt als Namenspatronin, doch wird vermutet, dass Brahe vor allem seiner 1650 verstorbenen Frau, Gräfin Kristina Katarina Stenbock, ein Denkmal setzen wollte.
Kristinestad entwickelte sich zunächst zögerlich, doch nachdem der Hafen 1792 Stapelrechte erhielt, wuchs sie rasch zu einer wohlhabenden Stadt heran, wovon Repräsentativbauten wie das 1856 erbaute Rathaus und die rund 3000 hölzernen Wohn- und Lagerhäuser der Innenstadt zeugen.

## Sehenswertes
Neben Rauma und Porvoo ist Kristinestad eine der größten und besterhaltenen Holzhausstädte Finnlands.
Die einschiffige Ulrike-Eleonore-Kirche wurde 1700 fertiggestellt und ist mit ihrem schiefen Kirchturm eines der Wahrzeichen der Stadt. Die Gottesdienste der beiden evangelischen Kirchengemeinden – der finnisch- wie der schwedischsprachigen – finden jedoch meist in der 1897 erbauten neuen Stadtkirche statt, einem 1000 Menschen fassenden einschiffigen Backsteinbau.
Die bei weitem größte Kirche der Stadt liegt jedoch im 1973 eingemeindeten Ort Lappfjärd (finnisch Lapväärti). Diese 1852 erbaute Kreuzkirche mit freistehendem Glockenturm bietet Platz für 3000 Gläubige, die Länge der Bänke soll insgesamt 1,6 km betragen.

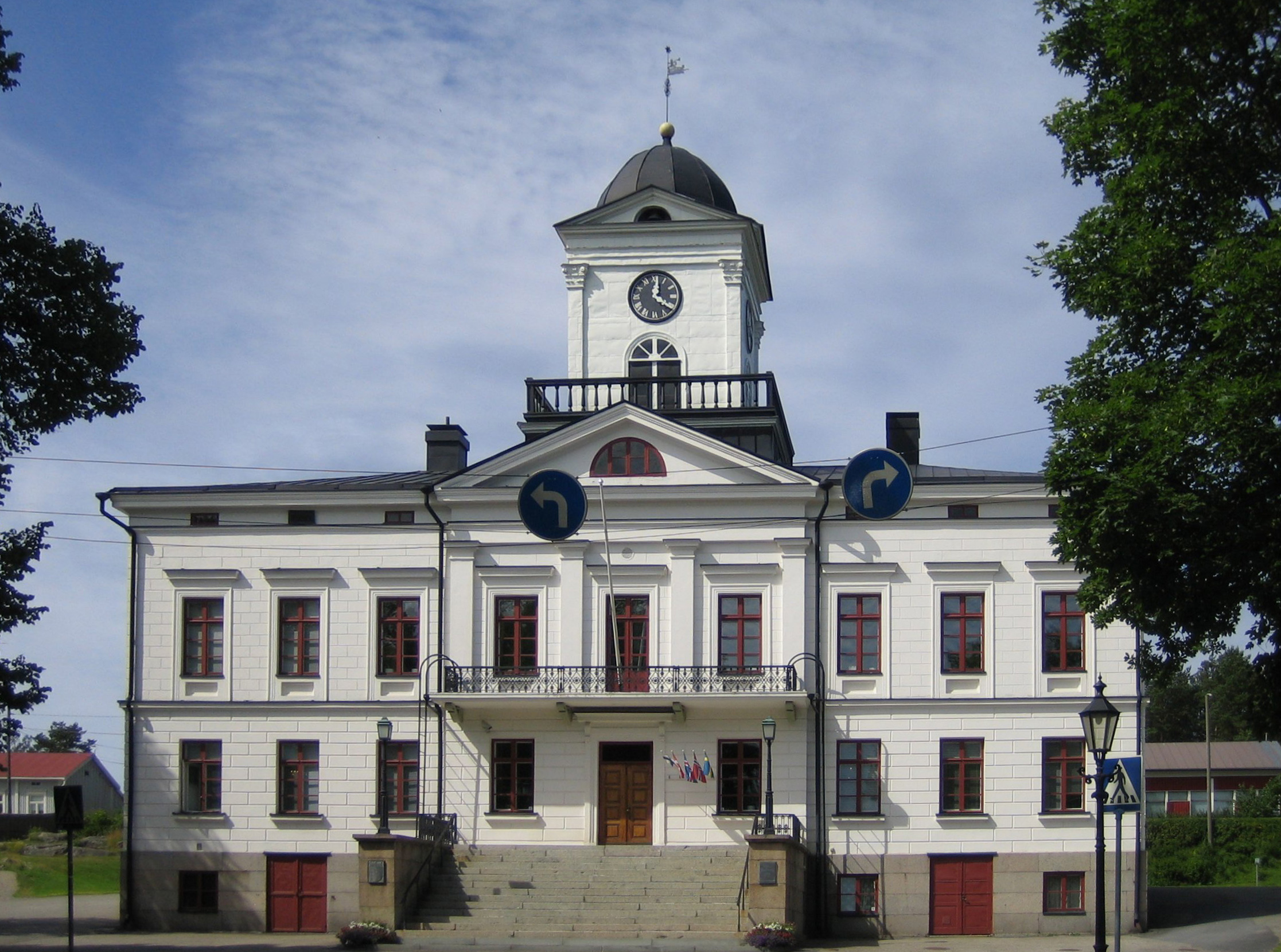
Rathaus
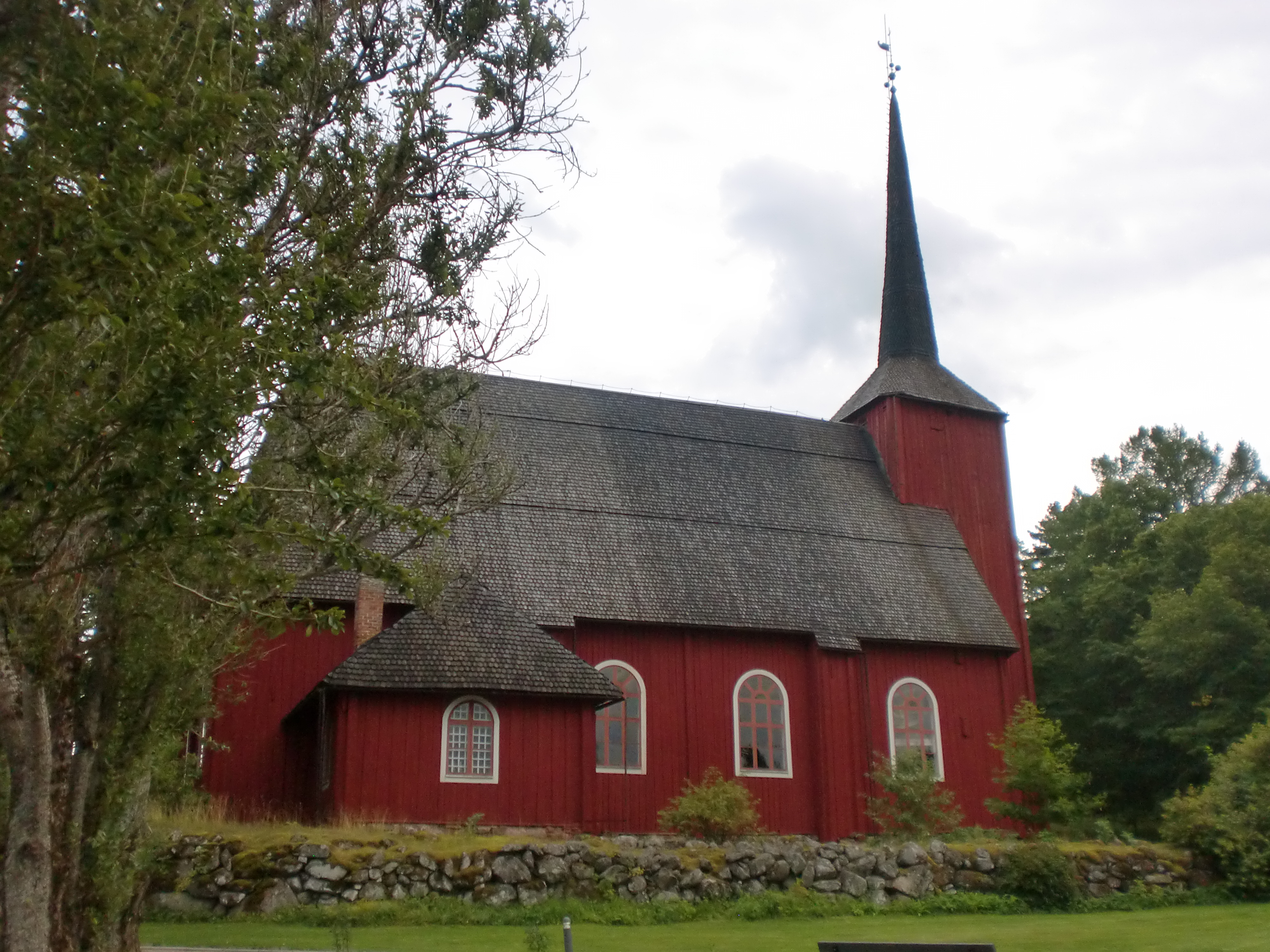
Ulrika-Eleonora-Kirche
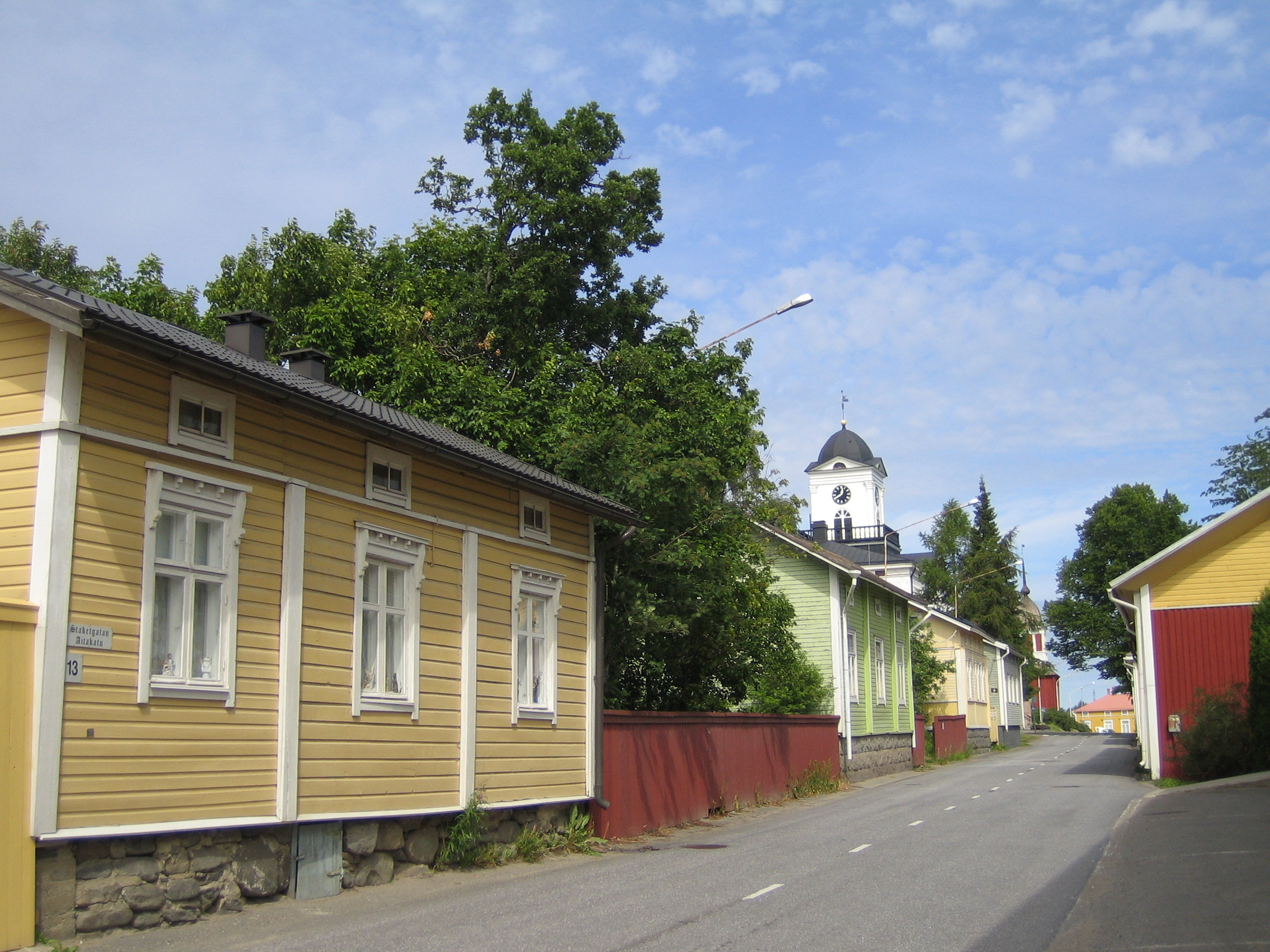
Gasse der Altstadt
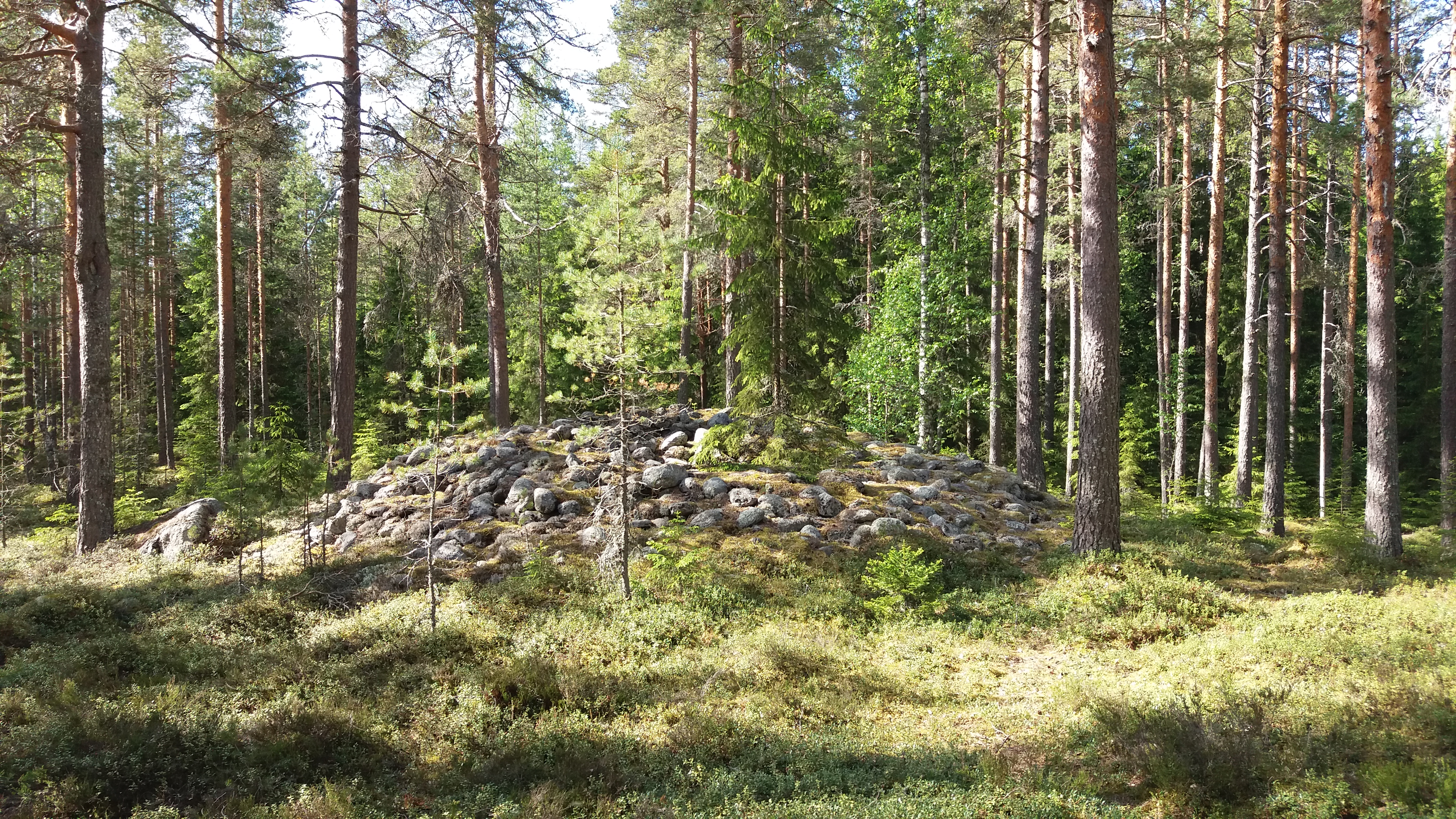
Bronzezeitliche Röse im Vorort Heden

## Persönlichkeiten
- Lulu Ranne (* 1971), finnische Verkehrsministerin.